# Estadio Bellavista
Estadio Bellavista is een stadion, gelegen in Ambato, Ecuador. Het wordt voornamelijk gebruikt voor voetbalwedstrijden en is de thuisbasis van de voetbalclubs Club Deportivo Técnico Universitario, Mushuc Runa en Club Social y Deportivo Macará. Het stadion heeft een capaciteit van 18.000 toeschouwers.

## Geschiedenis
Estadio Bellavista werd geopend op 24 juli 1945. Vier jaar later werd het stadion zwaar beschadigd bij een aardbeving en na restauratie werd het stadion in 1950 opnieuw in gebruik genomen. In 1993 werden er enkele wedstrijden van de Copa América afgewerkt. In 1995 werd het stadion gebruikt voor het wereldkampioenschap voetbal onder de 17, het Zuid-Amerikaans kampioenschap voetbal onder 17 van 2007 en het Zuid-Amerikaans kampioenschap voetbal onder 20 van 2001.